# Androchela
Androchela là một chi bướm đêm thuộc họ Geometridae.